# Molossus aztecus
Molossus aztecus là một loài động vật có vú trong họ Dơi thò đuôi, bộ Dơi. Loài này được Saussure mô tả năm 1860.